# Кајани
Кајани (фин. Kajaani, швед. Kajana) је град у Финској, у северном делу државе. Кајани је управно седиште и највећи град округа Кајину, где град са окружењем чини истоимену општину Кајани.

## Географија
Град Кајани се налази у северном делу Финске. Од главног града државе, Хелсинкија, град је удаљен 560 км северно.
Рељеф: Кајани се сместио у источном делу Скандинавије, у историјској области Квенланд. Подручје града је равничарско до брежуљкасто, а надморска висина се креће око 140 м.
Клима у Кајанију је оштра континентална на прелазу ка субполарној клими. Стога су зиме оштре и дуге, а лета свежа.
Воде: Кајани се развио на реци Оулу, на кратком потезу где она тече између језера Рехја и Оулу. Река дели град на већи, јужни и мањи, северни део.

## Историја
Кајани је за финске услове стар град, са градским правима од 1651. године. Насеље је основано у унутрашњости ради одбране од Руса са истока. 
Последњих пар деценија град се брзо развио у савремено градско насеље северног дела државе.

## Становништво
Према процени из 2012. године у Кајанију је живело 30.484 становника, док је број становника општине био 38.005.
| 1980.  | 1990.  | 2000.  | 2012.  |
| ------ | ------ | ------ | ------ |
| 27.402 | 29.587 | 31.238 | 30.484 |

Етнички и језички састав: Кајани је одувек био претежно насељен Финцима. Последњих деценија, са јачањем усељавања у Финску, становништво града је постало шароликије. По последњим подацима преовлађују Финци (97,7%), присутни су и у веома малом броју Швеђани (0,1%), док су остало усељеници. Од новијих усељеника посебно су бројни Руси.

## Галерија
- Стара градска кућа Кајанија
- Нова градска кућа Кајанија
- Главна Протестантска црква у граду
- Православна црква у Кајанију